# Sárgafülű ékszerteknős
A sárgafülű ékszerteknős (Trachemys scripta scripta) a hüllők (Reptilia) osztályába a teknősök (Testudines) rendjébe és a mocsáriteknős-félék (Emydidae) családjába tartozó közönséges ékszerteknős (Trachemys scripta) alfaja.

## Előfordulása
Eredetileg az Amerikai Egyesült Államok Virginia délkeleti részétől Florida északi részéig őshonos. A lassú folyású, nyugodt vizeket, tavakat; mocsaras, nádas, vízinövényes részeken érzik jól magukat. Amióta nem lehet vörösfülű ékszerteknőst behozni Magyarországra, az egyik legelterjedtebb víziteknős lett nálunk. Ennél a fajnál is a szabadon engedett példányaiból életképes, az őshonos mocsári teknőst apránként kiszorító populáció alakulhat ki. A vörösfülű ékszerteknőshöz hasonlóan szívós, nagyon jól alkalmazkodó állat.

## Megjelenése
Nevét a feje két oldalán látható vastag sárga sáv („fül”) miatt kapta.
Hátpáncéljuk olajzöld, mely idősebb korban elsötétedik, elbarnul, különösen a hímeknél.  A haspáncél idősebb és fiatalabb korban egyaránt világossárga több-kevesebb fekete folttal tarkítva. A két nem közötti különbség a méretben, valamint a karmok és a farok hosszában mutatkozik. A hímek átlagos testmérete 15 cm, a nőstényeké 25 cm, de előfordulnak 30 cm-es példányok is.  A hímek kloakája egészen a faroknál nyílik, és mellső lábukon hosszú karmokat viselnek. Az idősebb hímek gyakran elfeketednek.
A lábak, a nyak és a fej szürkészöldek, világos csíkozattal. A sárga sávok gyakran az idősebb egyedeknél is élénk színűek maradnak, de előfordul, hogy kifakulnak, narancsszínűek lesznek. Összetéveszthető a hieroglifás ékszerteknőssel, akinek szintén sárga csíkos a nyaka, és a hasa szintén sárga, de hiányoznak róla az olajzöld pontok.
|  |  |

## Életmódja
A nappalt táplálékkereséssel töltik, és a napon sütkérezve érik el a normál testhőmérsékletet. Ha a hőmérséklet  15 °C alá esik, akkor téli álomra rendezkednek be.
Mindenevő, tehát növényi és állati eredetű táplálékot is fogyaszt. A fiatal teknősök főként halakon, és ízeltlábúakon élnek, de ahogy egyre idősebbekké válnak, úgy nő étrendjükben a növényi táplálék aránya. Tízéves korukban a növényi és az állati táplálék egyenlő mértékben szerepel, de az idős példányok akár 95%-ban is növényeket fogyasztanak. Fogságban a vörösfülű ékszerteknőshöz hasonlóan etethető.
Nappali állat, leginkább reggel táplálkozik. A nap többi részét úszkálva, lebegve, és sütkérezve tölti. Este a tó fenekén, vagy a parti növényzetben megbújva alszik. Legnagyobb számban akkor gyűlnek össze, amikor elszaporodnak az algák, vagy a hínárok beborítják a felszínt. A dús növényzet segíti a rejtőzködést, és az apró gerincesek és gerinctelenek is sűrűbben fordulnak elő itt, mint a nyílt vízfelszínen.

## Szaporodása
8–10 éves korukban válnak ivaréretté. Tavasszal és ősszel is felkeresik egymást. Keresztezhető más T. scripta alfajokkal, például a vörösfülű ékszerteknőssel. A floridában nem őshonos vörösfülű ékszerteknősök szabadon eresztése miatt az állam betiltotta a vad külsejű, vagy hibrid vörösfölű ékszerteknősök eladását.
Szaporodás előtt gyakori a hímek közötti rivalizálás. Párzás előtt a hím és a nőstény „násztáncot˝ jár. Szemben úsznak egymással miközben végtagjaikat rezegtetik. A párzás a vízben zajlik. Az eredményes párzás után a nőstény évekig termékeny marad. A nőstények évente 5–6 alkalommal is rakhatnak tojást; a tojások héja pergamenszerű. Egy nőstény egyszerre 2–19 tojást tojik, a vízfelszín fölött a maga által vájt parányi gödörbe, vagy száraz hordalék alá. A tojásokat elássa, és a felszínt elegyengeti, hogy ne különbözzön a környezetétől. Ha az átlagos hőmérséklet 25 °C, akkor 112 napra van szükség a tojások kikeléséhez, 30 °C-os átlaghőmérsékleten ez az idő 69 napra rövidül.
Fogságban a sárgafülű ékszerteknős akár 40 évig is elélhet, ha jól van tartva.

## Tartása
Tartásával kapcsolatban két dologgal előre számolni kell: a helyigényével és a várható élettartamával. Halat nem tarthatunk együtt vele, mivel halat eszik. Más teknősökkel együtt tartva megsérülhet a területért folytatott harcokban.

### Etetése
A sárgafülű ékszerteknősök fiatalon még nem fogyasztanak növényi eredetű ételeket. Ez lassan alakul ki. 10 éves koruk után már nagyjából megegyezik a növényi, és állati táplálék igénye. Az idő múlásával egyre több növényi táplálékot fogyasztanak. Fogságban tartott egyedeknél elsősorban az élő, vagy fagyasztott hal legyen a fő táplálék. Ezen kívül adhatunk nekik zöldséget, gyümölcsöt, rovarokat, csirkemájat, marhaszív-darabokat és különböző csúszómászókat (pl. csiga, földigiliszta). A vízinövények a vízben maradhatnak, de az ember által is fogyasztott növényeket minden nap cserélni kell, különben a víz bebüdösödik. Ha megkapják a szükséges mennyiségű élő, vagy fagyasztott halat, akkor a különböző tápokat, vitaminokat csak "nasinak" adjuk. Általában ösztönösen nem szeretik a különböző tápokat, vitamin-granulátumokat, ezért, ha szükséges adni nekik, mindig a fő étkezés előtt adjuk, amikor még "éhen akarnak halni", mert olyankor szinte mindent megesznek. A maradék tápot minden nap ki kell venni a vízből. Elsősorban a hal a fő élelmük, különösen fiatal korban, ezért ha ettől eltérő étrendet alkalmazunk (ami nem ajánlott), nagyon kell figyelni a változatosságra, mert az egyoldalú etetéstől könnyen megbetegednek, és ez sok esetben már csak későn vehető észre.

### Férőhelye
A tartása megegyezik a vörösfülű ékszerteknős tartásával, szinte semmiben nem tér el tőle.
Az ideális akvaterrárium mérete:
• Hosszúság: kifejlett teknős páncélhosszának ötszöröse.
• Szélesség: kifejlett teknős páncélhosszának háromszorosa.
A napozórész kialakításánál két fontos szempontot kell figyelembe venni. Az egyik, hogy ha egyedül van, akkor a napozórész mérete legalább a teknős méretével megegyezzen. Több teknős tartása esetén a napozórésznek akkorának kell lenni, hogy a teknősök 2/3-ad része elférjen. Nagyon könnyű elégedetten és egészségesen tartani a teknősöket. Csak néhány igényük van: kell elég hely az úszáshoz, tiszta víz, egy száraz rész a sütkérezéshez, megfelelő víz és hőmérsékletű levegő, megfelelő világítás és az egészséges étrend. A sütkérezéshez kialakított rész melegebb legyen (32–35 °C), mint a többi rész. A fényerősség legalább 7000 lux legyen, és biztosítani kell az UV-B sugárzást is a kalcium megfelelő anyagcseréjéhez. Előnyben kell részesíteni a közvetlen szűretlen napfényt. Az évszakok váltakozását is utánozni kell, nyáron meleget, télen hűvösebb időt és rövidebb nappalt kell biztosítani. A fiatal és a kifejlett teknősöket ugyanúgy kell kezeltetni. A szeszélyes közép-európai tél miatt a szabadtéri teleltetés ellenjavallt. A nőstényeknek akkor is biztosítani kell tojásrakási lehetőséget, ha nincsenek tenyésztésbe vonva, különben nem tudja lerakni a tojásait, megbetegszik és akár el is pusztulhat. Egy, két vagy akár négy teknősbébit is tarthatunk egy megfelelő nagyságú 44-66 literes akváriumban. De ne feledjük, hogy hamar megnőnek és még nagyobb helyre lesz szükségük. Egy vagy két felnőtt teknősnek akár egy 330 literes tartály is szükséges lehet.
A tartályban a víznek olyan mélynek kell lennie, hogy a teknős meg tudjon fordulni benne és fejjel lefele landoljon. Ez azt jelenti, hogy a víz legalább olyan mély legyen, mint a teknős páncéljának hossza. De minél mélyebb annál jobb, lehet akár 40-45 centiméteres is. A víz hőmérsékletének 22-30 C fok között kell lennie.  Biztosítsunk egy kiugró részt, ahová a teknős kimászhat napozni és ahol a tartály fűtött. Ennek a résznek simának és elég nagynak kell lennie, hogy a teknős könnyedén egyensúlyozhasson és egy kicsit megmozdulhasson, hogy teljesen megszáradjon.
Napközben a kiugró tetején a hőmérséklet 35-39 °C között legyen. A legjobb hőforrás egy UV-B lámpa, amit bármely háziállat kiskereskedésben megvásárolhatunk. Tegyük a lámpát a tartályra a kiugró rész fölé és hagyjuk ott napközben, éjszakára pedig kapcsoljuk ki.

## Fordítás
- Ez a szócikk részben vagy egészben  a   Gelbbauch-Schmuckschildkröte című német Wikipédia-szócikk fordításán alapul.  Az eredeti cikk szerkesztőit annak laptörténete sorolja fel. Ez a jelzés csupán a megfogalmazás eredetét és a szerzői jogokat jelzi, nem szolgál a cikkben szereplő információk forrásmegjelöléseként.
- Ez a szócikk részben vagy egészben  a   Yellow-bellied slider című angol Wikipédia-szócikk fordításán alapul.  Az eredeti cikk szerkesztőit annak laptörténete sorolja fel. Ez a jelzés csupán a megfogalmazás eredetét és a szerzői jogokat jelzi, nem szolgál a cikkben szereplő információk forrásmegjelöléseként.